# Район общины (Германия)

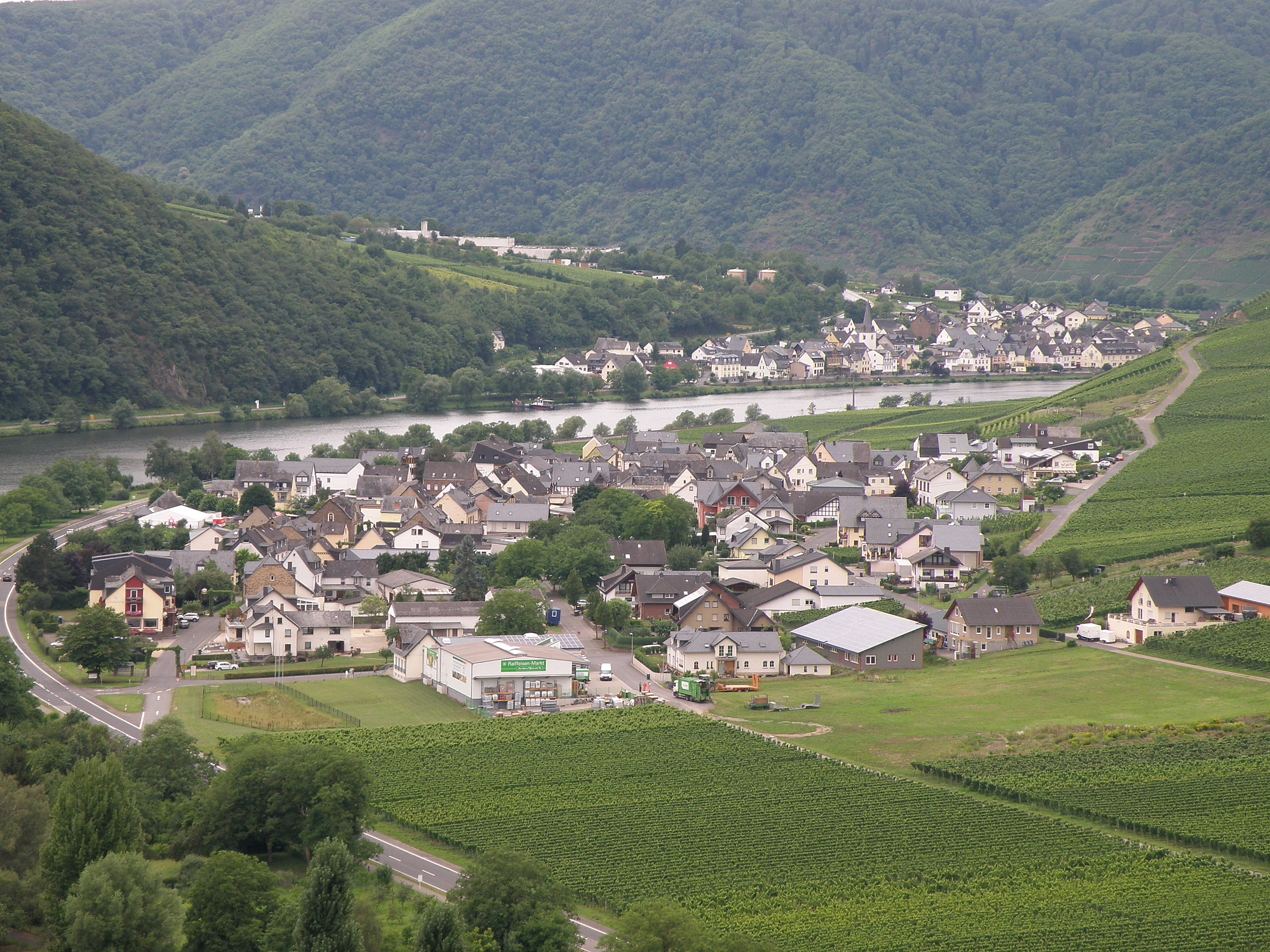
Польтерсдорф, район общины Элленц-Польтерсдорф

Район общины (нем. Ortsteil, нем. Gemeindeteil, нем. Stadtteil) — наименьшая единица территориального деления Германии, часть общины. С административной точки зрения обозначает официально установленный район муниципалитета (общины), имеющий собственное имя.
Зачастую районы общин ранее были самостоятельными общинами, которые позже были объединены с другими общинами и получили статус района. В ряде земель районы обладают собственными выборными представительными органами, а также могут учитываться как самостоятельная статистическая единица. В ряде земель районы также могут объединяться в городские округа (нем. Stadtbezirke) с отдельными выборными представительными органами и администрацией. Полномочия местных органов власти районов могут сильно разниться в разных землях.